# Сахан
Сахан (пол. Sachań) — річка в Україні, у Іванківському районі Київської області. Права притока Прип'яті, (басейн Дніпра).

## Опис
Довжина річки приблизно 12,67 км, найкоротша відстань між витоком і гирлом — 7,11 км, коефіцієнт звивистості річки — 1,79 . Формується багатьма безіменними струмками, загатами та повністю каналізована.

## Розташування
Бере початок на північно-східній стороні від села Річиці у болотистій місцині. Спочатку тече переважно на південний схід через Старі Шепеличі, далі на північний схід через Новошепеличі і впадає у річку Прип'ять, праву притоку Дніпра.

## Цікаві факти
- У XIX столітті на річці працювало 3 водяних млина.[3]
- Всі вказані села знаходилися в зоні відчуження ЧАЕС і переселені в інші місця.